# Iglesia de la Resurrección del Hijo de la Viuda de Naín
La Iglesia de la Resurrección del Hijo de la Viuda de Naín o simplemente la Iglesia del Hijo de la Viuda (en hebreo: כנסיית בן האלמנה) es el nombre que recibe un edificio religioso afiliado a la Iglesia católica y que se encuentra ubicado en el pueblo de Naín, en el norte de Israel. Está dedicado a la resurrección del hijo de la viuda que se refiere a uno de los milagros de Jesucristo descritos en la biblia.

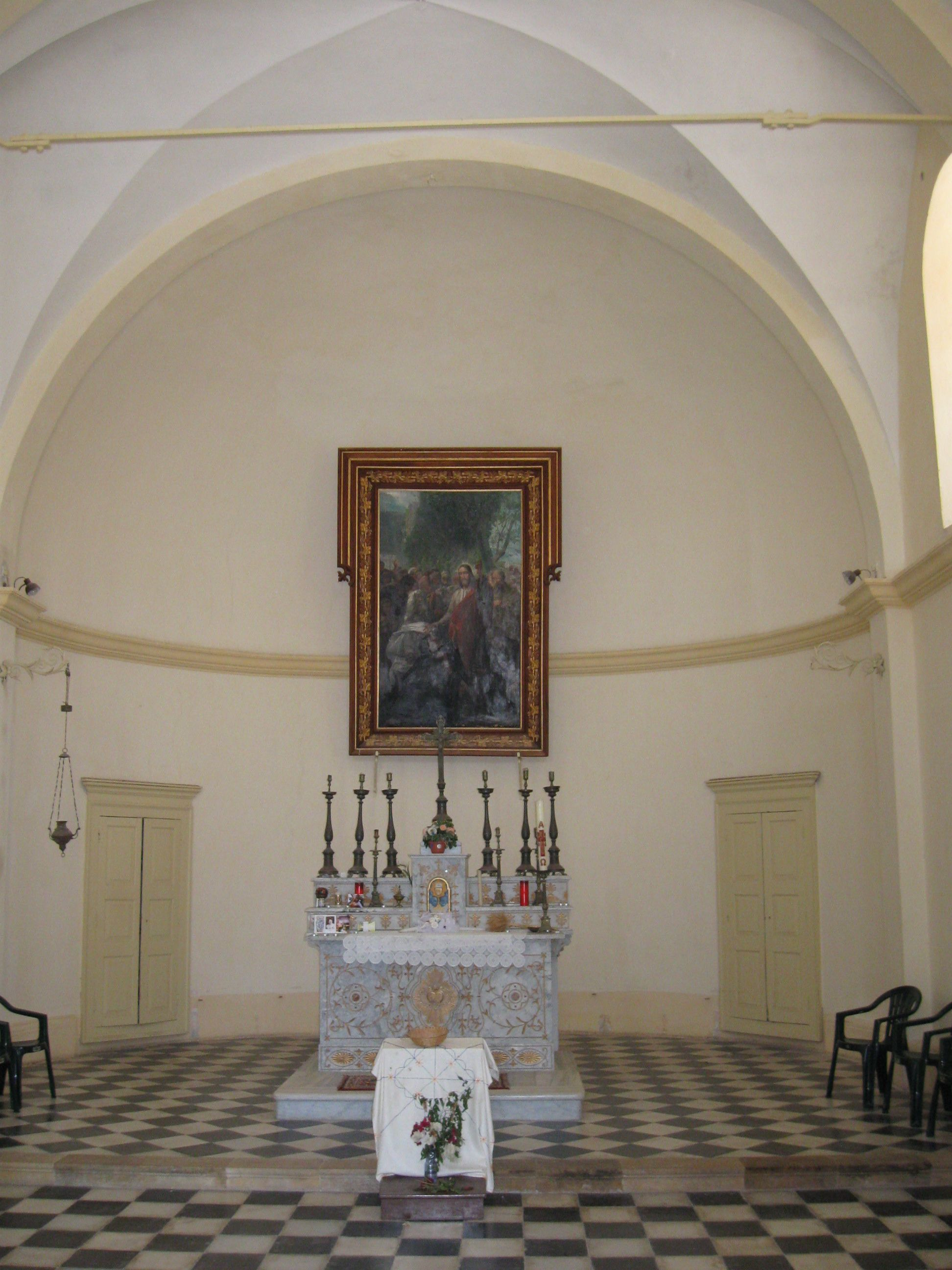
Vista interna

Iglesia de la resurrección del hijo de la viuda se encuentra en la parte central del pueblo Na'in, en la vertiente norte del monte Moré (515 m snm) en la Baja Galilea en el norte de Israel.
La fecha exacta de la construcción, ha sido establecida entre los siglos cuarto y quinto. De esta manera el pueblo Naín se convirtió en un destino de peregrinación cristiana, y la iglesia rápidamente se hizo conocido como un lugar santo. En 1881 el lugar fue tomado por los franciscanos, que sobre los cimientos de la antigua iglesia construyeron el pequeño templo contemporáneo. A partir de 2013 se hizo el intento de iniciar los trabajos de renovación que no pudieron ser llevados a cabo, ya que los trabajos fueron interrumpidos por los grupos árabes locales. 